# Tamara Tippler
Tamara Tippler (Rottenmann, 9 aprile 1991) è un'ex sciatrice alpina austriaca.

## Biografia
Specialista delle prove veloci originaria di Mautern in Steiermark e attiva dal dicembre del 2006, in Coppa Europa Tamara Tippler ha esordito il 24 febbraio 2009 a Tarvisio in discesa libera (51ª) e ha conquistato il primo podio il 16 dicembre 2010 a Sankt Moritz nella medesima specialità (3ª); in Coppa del Mondo ha debuttato il 2 dicembre 2011 a Lake Louise ancora in discesa libera (49ª) e ha ottenuto i primi punti il 24 febbraio 2013 a Méribel in supercombinata (25ª). L'11 dicembre 2014 ha conquistato la prima vittoria in Coppa Europa, a Soldeu in discesa libera, il 6 dicembre 2015 è salita per la prima volta sul podio in Coppa del Mondo, a Lake Louise in supergigante (2ª), e il 21 marzo seguente ha vinto la sua seconda e ultima gara in Coppa Europa, nuovamente a Soldeu in discesa libera.
Ha esordito ai Campionati mondiali a Sankt Moritz 2017, dove si è classificata 20ª nel supergigante, e ai Giochi olimpici invernali a Pyeongchang 2018, dove si è piazzata 21ª nel supergigante; ai Mondiali di Åre 2019 è stata 9ª nella discesa libera e 12ª nel supergigante, mentre a quelli di Cortina d'Ampezzo 2021 si è classificata 7ª sia nella discesa libera sia nel supergigante. Il 30 gennaio 2022 ha conquistato l'ultimo podio in Coppa del Mondo, a Garmisch-Partenkirchen in supergigante (3ª), e ai successivi XXIV Giochi olimpici invernali di Pechino 2022, sua ultima presenza olimpica, si è piazzata 19ª nella discesa libera e 4ª nel supergigante; ai Mondiali di Courchevel/Méribel 2023, sua ultima presenza iridata, è stata 21ª nel supergigante e ha preso per l'ultima volta il via in Coppa del Mondo il 5 marzo dello stesso anno a Kvitfjell in supergigante (28ª). Inattiva dalla fine di quella stessa stagione 2022-2023 per maternità, è tornata alle gare nel dicembre del 2024 ma, dopo aver disputato alcune gare FIS e prove di discese libere di Coppa del Mondo, senza ottenere risultati di rilievo, ha annunciato il definitivo ritiro nel marzo del 2025.

## Palmarès

### Coppa del Mondo
- Miglior piazzamento in classifica generale: 11ª nel 2021
- 10 podi (1 in discesa libera, 9 in supergigante):
  - 5 secondi posti (1 in discesa libera, 4 in supergigante)
  - 5 terzi posti (in supergigante)

### Coppa Europa
- Miglior piazzamento in classifica generale: 9ª nel 2011
- 10 podi:
  - 2 vittorie
  - 1 secondo posto
  - 7 terzi posti

#### Coppa Europa - vittorie
| Data          | Località | Paese   | Specialità |
| ------------- | -------- | ------- | ---------- |
| 11 marzo 2014 | Soldeu   | Andorra | DH         |
| 21 marzo 2015 | Soldeu   | Andorra | DH         |

Legenda:

DH = discesa libera

### Campionati austriaci
- 8 medaglie:
  - 2 ori (discesa libera nel 2012; discesa libera nel 2016)
  - 2 argenti (discesa libera nel 2013; supergigante nel 2018)
  - 4 bronzi (supergigante nel 2012; supergigante nel 2016; discesa libera nel 2019)

### Campionati austriaci juniores
- 1 medaglia[2]:
  - 1 oro (supergigante nel 2008)